# Buor-Jurjach (affluente della Ujandina)
Il Buor-Jurjach (in russo Буор-Юрях?) è un fiume della Russia siberiana nordorientale, affluente di destra della Ujandina (bacino idrografico della Indigirka).
Nasce e scorre nella zona del bassopiano di Abyj, in un territorio piatto e ricco di laghi (circa 1.000 nel bacino), assolutamente remoto e pressoché spopolato; il maggiore tributario è l'Omuk-Jurjage (186 km), confluente dalla destra idrografica.
Il fiume è ghiacciato, in media, nel periodo compreso fra i primi di ottobre e i primi di giugno.